# Friedrich A. v. Hayek Institut
Das Friedrich A. v. Hayek Institut (IIAE = International Institute Austrian School of Economics) ist eine als Verein organisierte private Denkfabrik mit Sitz in Wien und Stanford. Es wurde 1993, ein Jahr nach dem Ableben von Friedrich August von Hayek, u. a. von Barbara Kolm in Wien gegründet.

## Ziele
Aufgabe und Ziel des Instituts ist es, das Werk des Namensgebers allen Interessierten nahezubringen sowie die Tradition der Österreichischen Schule der Nationalökonomie im deutschsprachigen Raum zu fördern, fortzusetzen und anzuwenden.
Um diesem Ziel zu entsprechen, greift das Institut aktuelle wirtschafts- und gesellschaftspolitische Fragen auf und publiziert Studien und Lösungen auf Basis seiner wirtschaftsliberalen Position. Als neoliberale Denkfabrik kooperiert es mit Wissenschaftern und Praktikern aus der Wirtschaft und sucht seinen Ideen über Persönlichkeiten und Institutionen aus dem Bildungssektor und der Zivilgesellschaft Öffentlichkeit zu verschaffen. Die Arbeit des Hayek-Instituts unterstützt ein wissenschaftlicher Beirat. Das Hayek-Institut gibt die Buchreihe „The International Library of Austrian Economics“ heraus.
Barbara Kolm (FPÖ), die Präsidentin des Instituts, meinte 2016 im Namen des Instituts, dass es eine drastische Reduzierung der Kosten auf Arbeit und bessere Rahmenbedingungen der Wirtschaft wolle. Weiters meint sie: „Unsere Anregung ist immer, einen Preiszettel auf alle Leistungen des Staats draufzugeben“.

## Kritik
Der ehemalige FPÖ-Fraktionschef (bis 1993) Friedhelm Frischenschlager kommentierte: „Mit Hayek-Ideologie kann ich Arbeiterbezirke wie Simmering in Wien nicht halten. Diese Ideologie steht jeglicher Sozialhilfe feindlich gegenüber. Da laufen dir die Leute in der Sekunde davon.“
Die Sozialwissenschaftler Stephan Pühringer und Christine Stelzer-Orthofer titulierten das Hayek Institut 2016 als ältesten neoliberalen Think Tank Österreichs, der „enge personelle Verbindungen zur FPÖ“ aufweise und „(oft unauffällig) als beständiger neoliberaler Taktgeber“ agiere.
Kritisiert wird ferner die unzureichende bzw. ungeklärte Abgrenzung der mit dem Institut verbundenen Hayek-Gesellschaft zur deutschen AfD.

## Klimawandelleugnung
Das Hayek-Institut gilt als „informeller Knotenpunkt der von großen neoliberalen Thinktanks geförderten Klimawandelleugner-Szene in Österreich“. Unter anderem lud es die Klimaleugner Fred Singer und Patrick J. Michaels zu Vorträgen ein. Auch die Leiterin des Hayek-Institutes, Barbara Kolm, bezeichnete in der Vergangenheit den Klimawandel als „Panikmache“, erklärte aber 2019, heute würde sie das so nicht mehr äußern.